# Паршина, Раиса Николаевна
Раиса Николаевна Паршина (род. 16 января 1960) — российский предприниматель, Председатель совета директоров «Дальневосточной транспортной группы», доктор технических наук.

## Биография
В 1981 году окончила Хабаровский институт инженеров железнодорожного транспорта по специальности «Эксплуатация железных дорог» .
В 2005 году защитила кандидатскую диссертацию, получив ученую степень кандидата технических наук (тема диссертации "Комплексная организация контейнерных грузовых перевозок в международных сообщениях").
В 2013 году защитила докторскую диссертацию, получив ученую степень доктора технических наук (тема диссертации "Методология организации транссибирских международных контейнерных перевозок Европа-Азия транзитом по России").
C 1981 по 2002 год – работала в структурах Дальневосточной железной дороги.
Начала карьеру Раиса Паршина на станции  «Хабаровск-2» с должности оператора, а затем дежурного по станции и заместителя начальника станции.
В 1998 году возглавила Дорожный центр фирменного транспортного обслуживания Дальневосточной железной дороги.
В 2000 году Раиса Паршина в партнерстве с Юрием Голиусовым  создали компанию ЗАО «Дальнефтетранс», которая обеспечивала доставку сырья на принадлежащий «Роснефти» нефтеперерабатывающий завод в Комсомольске-на-Амуре.  «Дальнефтетранс» взял в аренду у ОАО «РЖД»  800 цистерн, на заемные деньги купил еще 200. Следующим шагом партнеров была покупка 200 старых железнодорожных платформ и их переоборудование под перевозку леса — этим бизнесом занялась компания ЗАО «Дальлестранс». Оба предприятия стали одними из первых независимых железнодорожных операторов в России.
Одновременно, в 2001 году исполняла обязанности заместителя начальника Дальневосточной железной дороги по экономике и финансам. 
В 2002 году на базе ЗАО «Дальнефтетранс» и ЗАО «Дальлестранс» была организована  Дальневосточная транспортная группа, под руководством Раисы Паршиной, которая стала Председателем совета директоров.
В 2009 Раиса Паршина году вошла в ТОП-50 самых влиятельных деловых женщин России по версии журнала «Финанс».
В 2010 году «RBC-Daily» назвал Раису Паршину в числе «20 самых успешных женщин России в бизнесе, спорте и общественной деятельности».

## Критика реформы РЖД
Раиса Паршина неоднократно выступала с критикой в адрес  ОАО «РЖД» , обвиняя государственного монополиста в ущемлении интересов независимых железнодорожных перевозчиков и использовании административного ресурса в борьбе с частными конкурентами.